# Wilhelm Wagenfeld

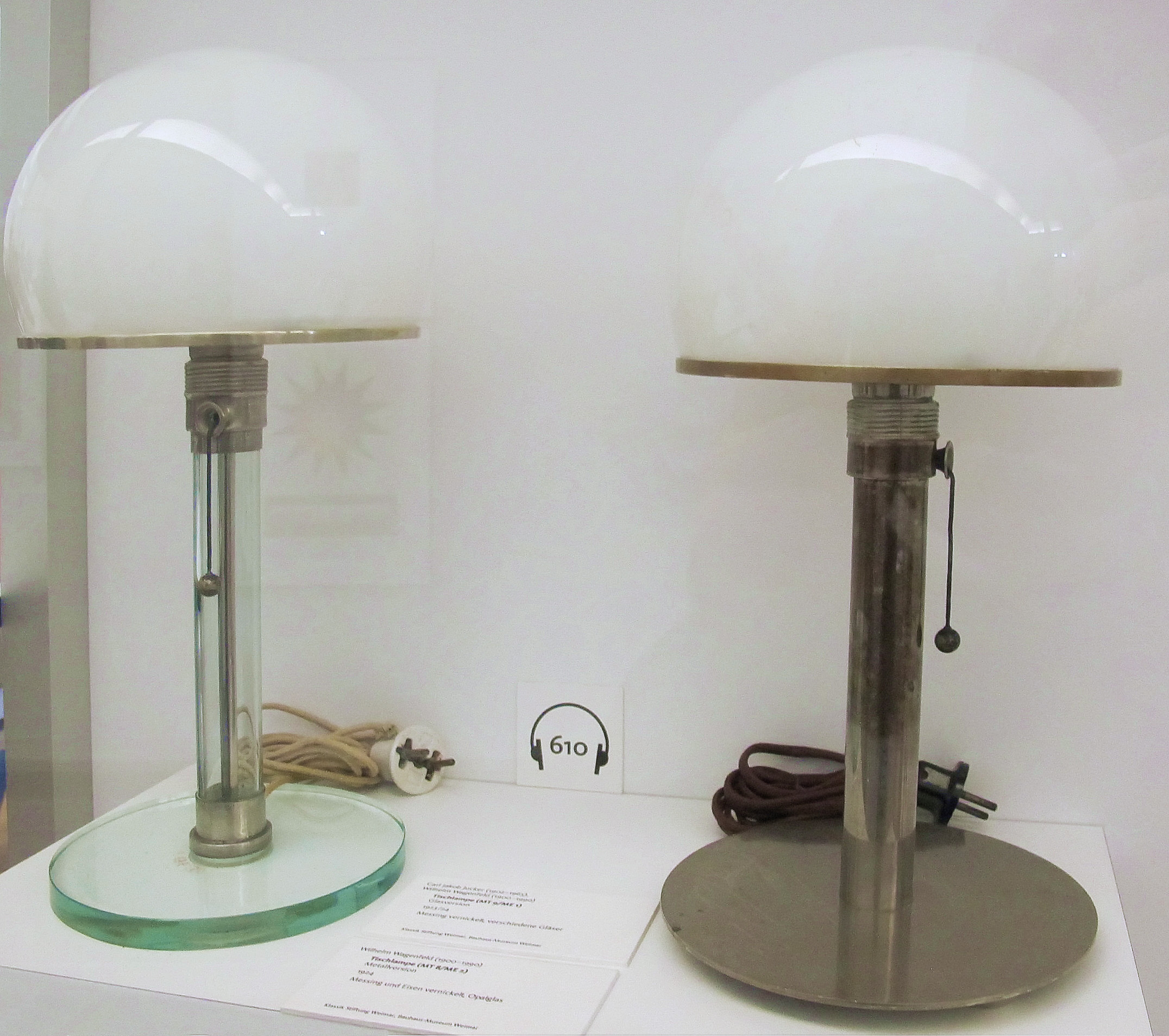
Tafellamp van Carl Jakob Jucker (links, 1923/24) en Wilhelm Wagenfeld (rechts, 1924)

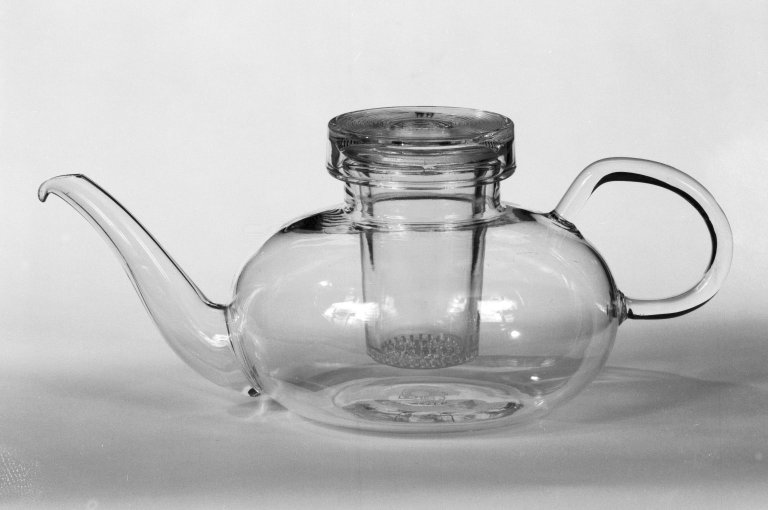
Theepot, 1930

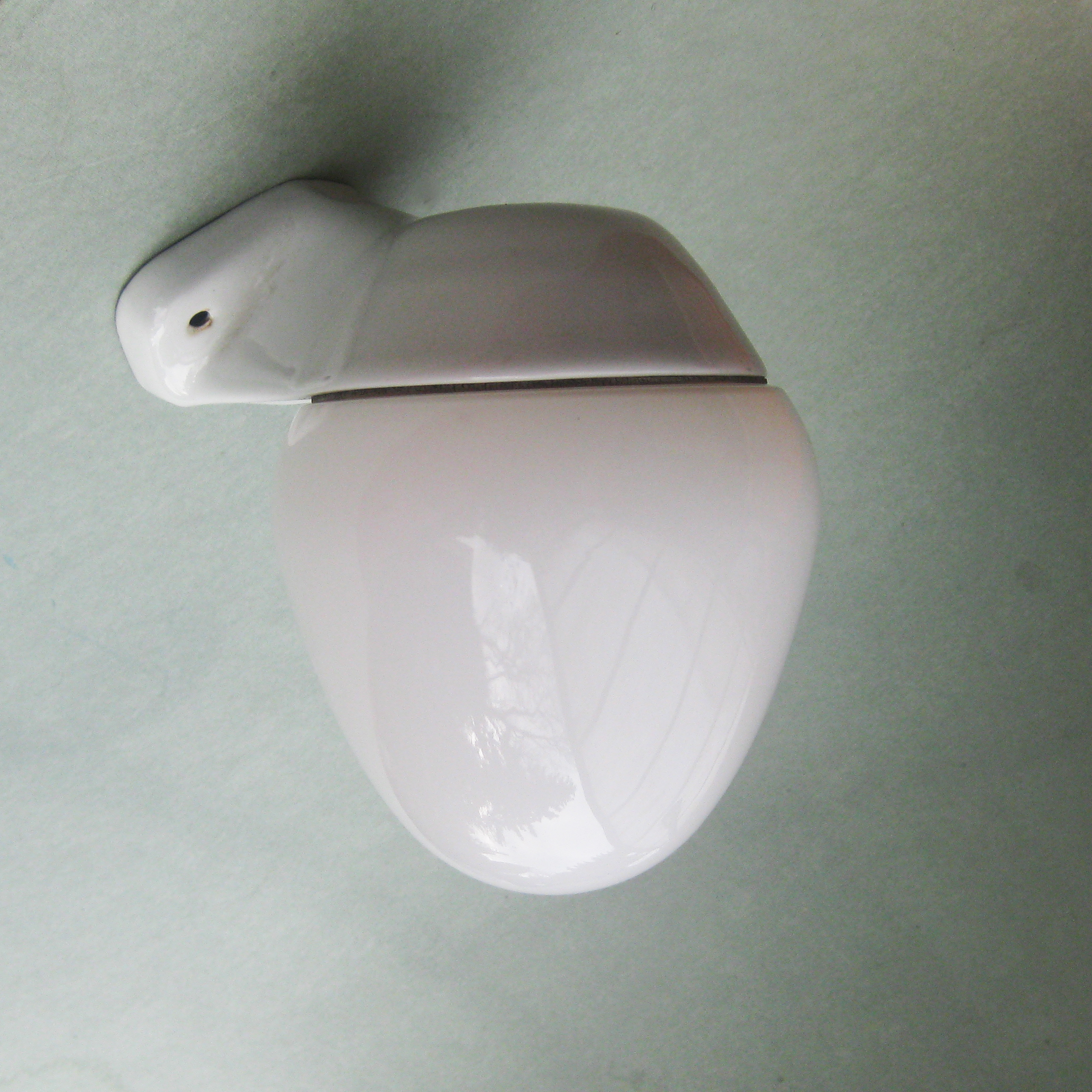
Lamp WV 343 voor Lindner Leuchten, 1955

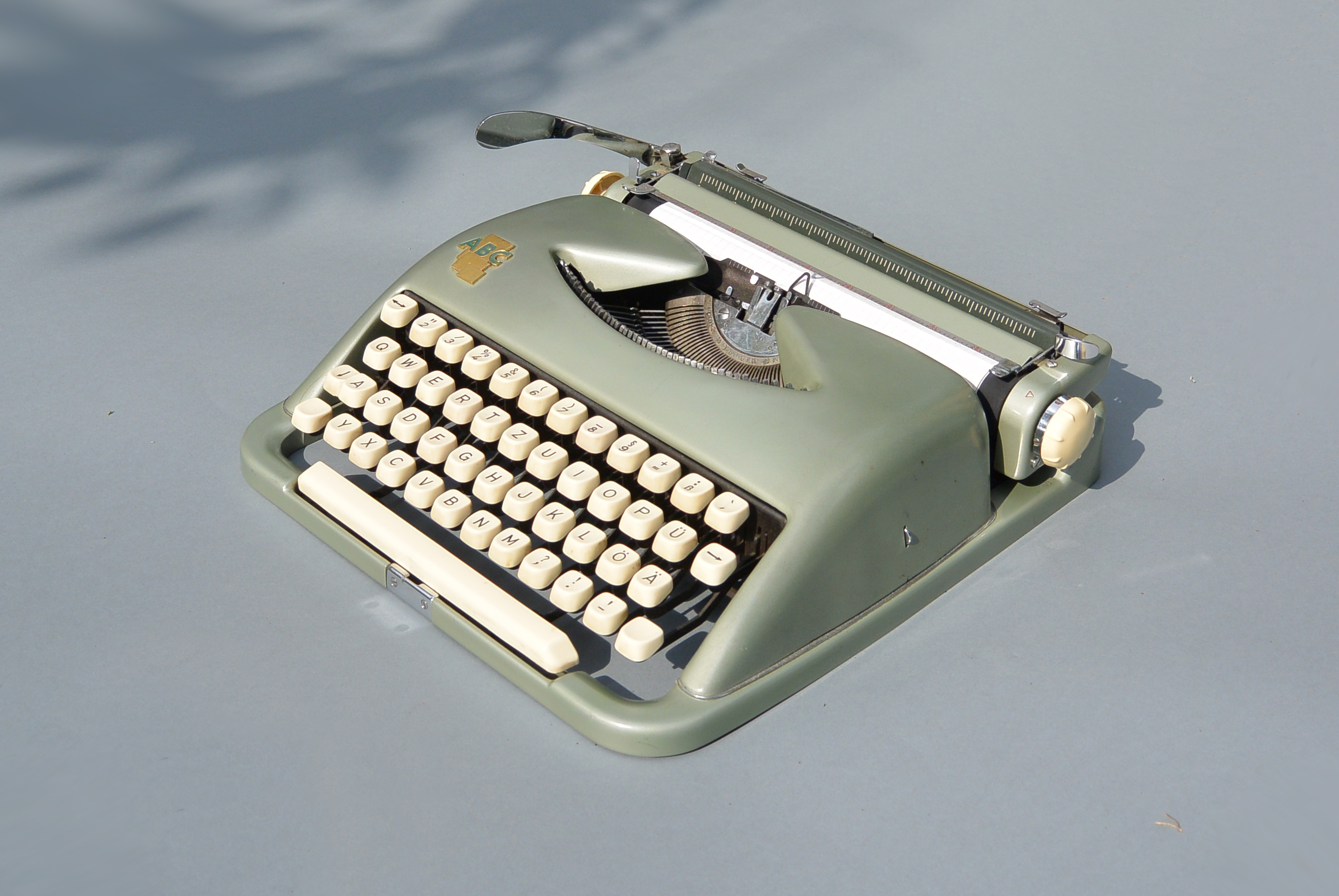
Typemachine „ABC“ voor Koch's-Adler

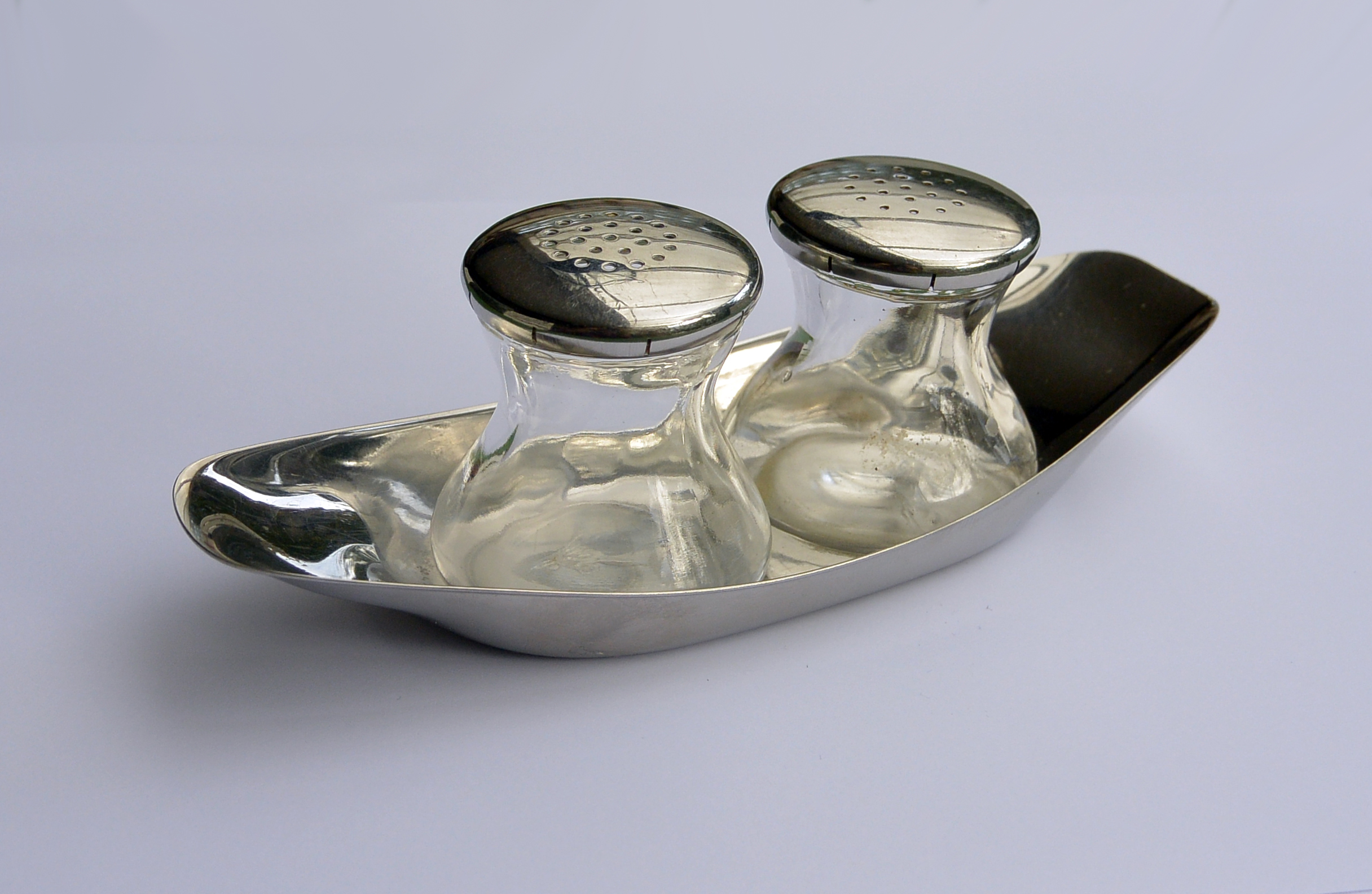
Zout- en peperstrooier „Max & Moritz“ voor WMF

Wilhelm Wagenfeld (Bremen, 15 april 1900 – Stuttgart, 28 mei 1990) was een Duitse industrieel ontwerper, leerling van het Bauhaus. Hij ontwierp glas- en metaalobjecten voor de Jenaer Glaswerk Schott & Gen., de Vereinigte Lausitzer Glaswerke in Weißwasser, Rosenthal, Braun GmbH en WMF. Een aantal van zijn ontwerpen worden tot op de dag van vandaag nog steeds geproduceerd.

## Biografie
Wagenfeld studeerde onder leiding van László Moholy-Nagy in het Bauhaus. Hij werd in 1925 assistent aan de Bauhochschule Weimar. In 1925 trad Wagenfeld in het huwelijk met Else Heinrich. Na het verplaatsen van het Bauhaus naar Dessau in hetzelfde jaar verbleef hij in Weimar en begon na zijn opleiding tot zilversmid en graveur in 1926 als assistent in het metaalatelier van de pas opgerichte Bauhochschule Weimar. In 1928 werd hij hoofd van de metaalwerkplaats.
Nadat de Staatliche Bauhochschule Weimar in 1930 was gesloten, werd het Wagenfeld toegestaan om te beslissen over het gebruik van zijn ontwerpen. Hij werd een freelancer bij Jenaer Glaswerk Schott & Gen. Gedurende deze tijd ontstonden bekende ontwerpen zoals een theeservies van vuurvast glas; klassiek geworden en nog steeds in productie. Daarnaast ontwierp hij deurbeslag en huishoudelijke artikelen voor diverse bedrijven. Wagenfeld nam zo nu en dan zelf deel aan de promotie van zijn producten via brochures, catalogi of artikelen onder een pseudoniem in vrouwenbladen.
In de jaren 1931-1935 was hij hoogleraar aan de Staatliche Kunstschule in Berlijn. Daarna nam hij de positie over van artistiek directeur van de Vereinigte Lausitzer Glaswerke (VLG) in Weißwasser/Oberlausitz. Net als andere ontwerpers van het Bauhaus en de Deutscher Werkbund, hechtte Wagenfeld groot belang aan de standaardisatie van zijn ontwerpen voor massaproductie.
Begin 1942 trouwde Wagenfeld met zijn tweede vrouw Erika Helene Paul, met wie hem ook tot aan zijn dood een artistieke samenwerking verbond.
Tijdens de Tweede Wereldoorlog werd hij opgeroepen voor militaire dienst in 1943 en moest hij vanwege zijn weigering lid worden van de nazipartij eerst naar het zogenoemde westelijke front en later in een penitentiair bataljon aan het Oostfront. De reden voor de laatste verplaatsing was dat hij de ontwerpopgave van een door de SS overgenomen fabriek niet had voltooid. Tussentijds werkte hij vanaf de jaren dertig voornamelijk voor industriële klanten, zoals de Fürstenbergporseleinfabriek en het bedrijf Rosenthal. Na zijn terugkeer uit Sovjetgevangenschap medio 1945 werkte hij van 1947 tot 1949 als hoogleraar aan de Hochschule für Bildende Künste Berlin.
In 1954 richtte hij in Stuttgart de Werkstatt Wagenfeld op, die hij bestuurde tot 1978. Zijn klanten waren bekende fabrikanten van consumptiegoederen, zoals het bedrijf WMF, Johannes Buchsteiner, Braun of Rosenthal.
In 1990 overleed Wagenfeld in Stuttgart. Zijn graf bevindt zich in Collex-Bossy in Zwitserland. Zijn kleinzoon Malte Wagenfeld is hoogleraar industriële vormgeving aan de Royal Melbourne Institute of Technology RMIT in Australië.

## Werk
Wagenfeld geloofde dat alledaagse huishoudelijke voorwerpen "goedkoop genoeg moeten zijn voor de werknemer en goed genoeg voor de rijken." Zijn ontwerpen kenmerken zich door het tijdloze design en moderne functionaliteit. Sommigen van zijn meer dan 600 ontwerpen, voornamelijk uit glas en/of metaal, worden tot de dag van vandaag vervaardigd als zogenaamde designklassiekers. Veel werken zijn in de collecties van belangrijke musea en particulieren opgenomen, zoals het Museum of Modern Art (MoMA) in New York.
Het door het Bauhaus beoefende concept form follows function (vorm volgt functie) nam Wagenfeld zeer serieus. Vaak ontwikkelde hij een aantal ontwerpen en liet deze testen in praktijksituaties om op basis van deze ervaringen het beste ontwerp te kiezen. Met zijn artistieke prototypen voor de industrie, die werden ontworpen in nauwe samenwerking met alle belanghebbenden, wilde hij alle niveaus van de samenleving bereiken, met inbegrip van de armen. Elke vorm en elk materiaal moest worden bewerkt met dezelfde grondigheid. Wagenfeld ontwierp ook zijn privéomgeving onder het motto "uit het echte leven met de juiste dingen".
Een van zijn klassiekers is een tafellamp uit 1924 die bekendstaat als de Wagenfeld Lampe, waarvoor hij samenwerkte met Karl J. Jucker. In samenwerking met Charles Crodel vonden zijn werken hun weg naar tentoonstellingen en musea. Crodel ontwikkelde een gepatenteerde decoratietechniek voor de industriële massaproductie.

## Bekende ontwerpen (selectie)
- 1924: Bauhaus Wagenfeldlamp MT 8 en 9 MT
- 1930: Multifunctionele lamp voor Weimar Bau- und Wohnungskunst GmbH
- 1931: Herziening van het koffiezetapparaat Sintrax Jena-glas voor Jenaer Glaswerk Schott + Gen.
- 1931: Theeservies Jena glas voor Jenaer Glaswerk Schott + Gen. (Licenties van Zwieselkristalglas sinds 2006)
- 1933: Eierkoch glas Jena glas voor Jenaer Glaswerk Schott + Gen. (Licenties van Zwieselkristalglas sinds 2006)
- 1934: Servies 639 voor de porseleinfabriek Fürstenberg/Weser
- 1937: Glasservies Lobenstein voor de Vereinigte Lausitzer Glaswerke AG in Weißwasser
- 1938: Kubusservies, stapelbare glazen verpakkingen voor de Vereinigte Lausitzer Glaswerke AG in Weißwasser
- 1950: Bestekserie POTT 783/83 voor POTT (na het voorbereidende werk van Hermann Gretsch)
- 1954: Lufthansa-servies uit melamine, geproduceerd bij Johannes Buchsteiner, Gingen an der Fils
- 1956-1957: Babybadkuip voor Johannes Buchsteiner, Gingen an der Fils
- Asbak voor WMF
- Zout- en peperstrooiers Max & Moritz, boterschaal, eierdopjes van Cromargan voor WMF
- Plafond-, muur-, hoek- en spiegelverlichting voor het bedrijf Lindner (Bamberg), Brunnquell (Ingolstadt), Putzler (Düren) o.a.

## Nalatenschap, eerbewijzen

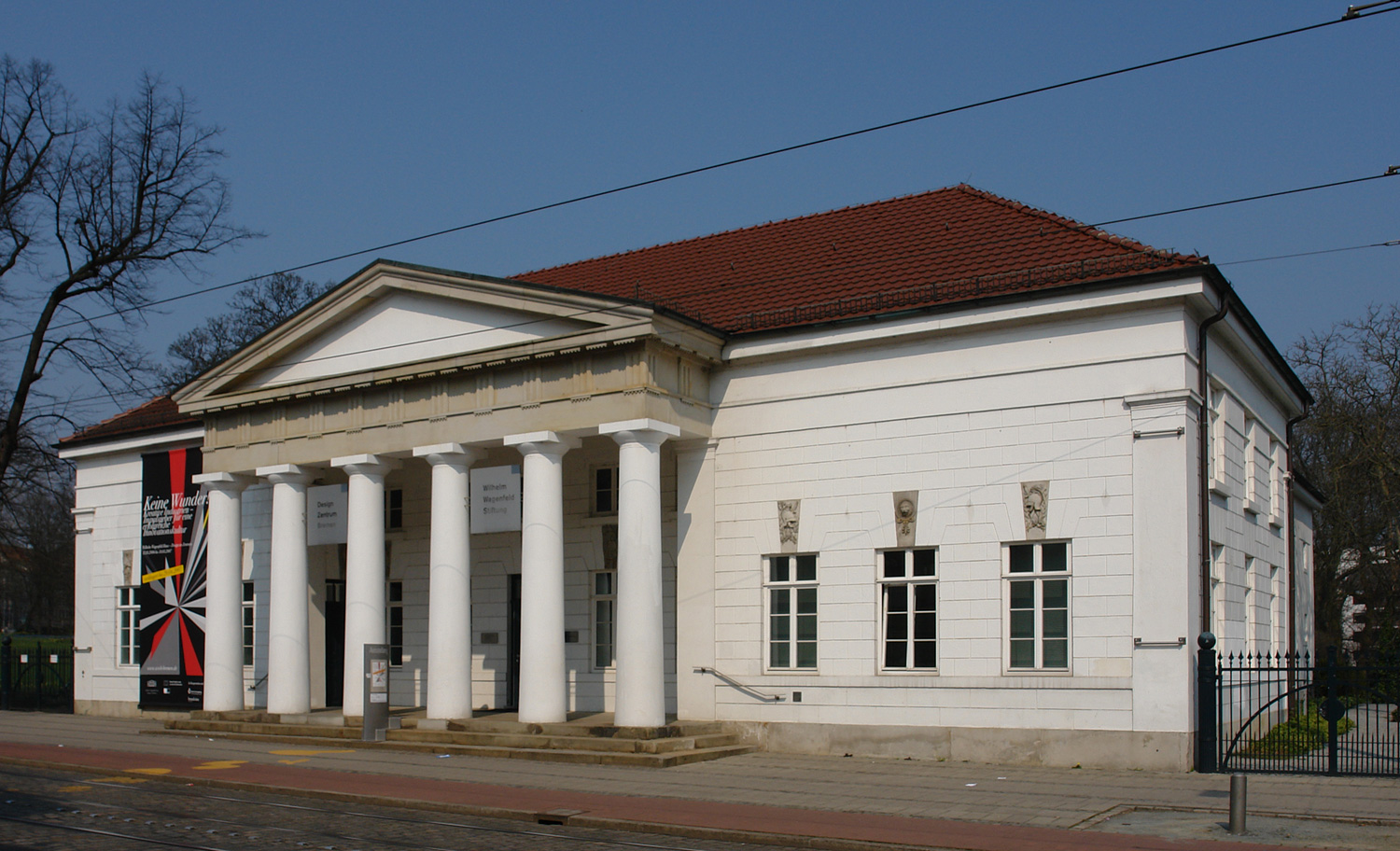
Het Wilhelm-Wagenfeld-Haus in Bremen

Het Wilhelm-Wagenfeld-Haus, bereikbaar via een korte wandeling vanuit de Kunsthalle Bremen, is een museum gewijd aan het werk van de in Bremen geboren Bauhausontwerper. Het werd oorspronkelijk gebouwd in 1828 als een neoklassieke gevangenis, later gebruikt voor ondervragingen door de Gestapo en, tot de jaren 1990, bood het een overvolle accommodatie voor afgewezen asielzoekers in afwachting van uitzetting. In het Wagenfeld-Haus bevindt zich ook het Design Center, dat symposia sponsort en een forum biedt voor jonge ontwerpers.
In 1968 ontving Wagenfeld de Heinrich Tessenow-medaille. In Bremen is een designschool naar hem vernoemd, de Wilhelm-Wagenfeld-Schule. Om zijn werk te herdenken bij de Vereinigte Lausitzer Glaswerke werd er een straat in Weißwasser/Oberlausitz naar hem vernoemd. In 2016 werd hij postuum ereburger van de stad.